# De Panne
De Panne (en francés, La Panne) es un municipio del distrito de Veurne, en la Provincia de Flandes Occidental, Bélgica. Según el censo del 1 de enero de 2018, su población era de 11.129 habitantes. Con un área de 23,9 kilómetros cuadrados, la densidad de población se estima en 465,7 habitantes por km². Es una localidad turística en la que veranean en su mayor parte belgas y franceses, debido a la cercanía con la frontera. El idioma oficial es el neerlandés. Durante la I Guerra Mundial, el Rey Alberto I residió en la localidad.
El 17 de julio de 1831, el Rey Leopoldo I, primer monarca belga, partió desde Inglaterra con destino a Calais arribando a De Panne. Para conmemorar su llegada, existe una explanada con su nombre y una estatua.
Actualmente, se disputa una importante carrera ciclística, Tres Días de La Panne, a finales de marzo o primeros de abril (dependiendo calendarios anuales de la temporada ciclista) antes del Tour de Flandes. En tres días hay cuatro etapas, una de las cuales es una contrarreloj.

## Geografía
De Panne es el punto más occidental de Bélgica, y se encuentra en la frontera con Francia y en la costa septentrional del país, bañada por el mar del Norte

### Secciones del municipio
El municipio comprende los antiguos municipios, que se fusionaron en 1977:
| - De Panne - Adinkerke |

## Ciudades hermanadas
- Sainte-Adresse, Francia
- Hlohovec, Eslovaquia